# Le Départ (épisode de Pokémon)
Pour les articles homonymes, voir Le Départ.
Le Départ (Pokémon! Kimi ni kimeta! (ポケモン！君に決めた !) en japonais et Pokémon, I Choose You! en anglais) est le 1er épisode de la première saison de Pokémon, la série. L'épisode a été diffusé pour la première fois au Japon le 1er avril 1997, aux États-Unis le 8 septembre 1998, le 6 septembre en France 1999.

## Synopsis
La série nous raconte les aventures de Sacha, un garçon habitant à Bourg Palette. Dans cet épisode Sacha doit obtenir son premier Pokémon de la part du professeur Chen. Normalement, Sacha a le choix entre trois Pokémon : Bulbizarre, Carapuce et Salamèche, mais comme il arrive en retard au rendez vous du professeur il a pris le dernier Pokémon, la « souris électrique » Pikachu. Les rapports entre Sacha et Pikachu sont compliqués, Sacha décide donc de capturer un Roucool mais sans succès, énervé, il lance une pierre sur un Piafabec. Ce Pokémon de mauvais caractère va attaquer Sacha puis Pikachu. Ensuite, des dizaines de Piafabec vont poursuivre Sacha et Pikachu qui doivent sauter d'une falaise pour s'enfuir. Sacha y rencontre une jeune fille qui pêche et lui emprunte sa bicyclette pour emmener son Pikachu au centre Pokémon de Jadielle. Sacha, toujours poursuivi par les Piafabec, tombe, c'est une attaque du courageux Pikachu qui le sauve. À la fin de l'épisode, Sacha voit un Pokémon inconnu voler dans le ciel, il s'agit du Pokémon légendaire Ho-Oh.

## Production
Le Départ est le premier épisode de la série Pokémon à être diffusé au Japon. L'épisode a été écrit par Shoji Yonemura et réalisé par Masamitsu Hidaka. Lorsque l'équipe de production a commencé à travailler sur l'épisode, elle voulait un Pokémon avec un caractère spécifique, elle a choisi Pikachu car celui-ci est plus populaire que les autres Pokémon et les producteurs pensent « qu'il plait potentiellement aux garçons et aux filles ». L'épisode a été diffusé pour la première fois au Japon le 1er avril 1997, aux États-Unis le 8 septembre 1998 et en France en septembre 1999.
Aurélien Ringelheim est la voix française de Sacha et Fanny Roy la voix d'Ondine, Jean-Marc Delhausse double la voix du professeur Chen.

## Réception
L'épisode a été diffusé pour la première fois aux États-Unis le 8 septembre 1998, il a depuis reçu plusieurs critiques variées de la part des médias. Andrew Wood pour The Plain Dealer a déclaré que l'épisode était bon pour la mise en place dans le monde et l'univers Pokémon et qu'il était fidèle au jeu. Cependant il a aussi trouvé que c'est « évident » dans cet épisode « Ash (Sacha) n'est pas tout ce qu'il y a de plus intéressant ». Andrew Tei de Mania.com a écrit qu'il ne trouvait pas les doublages vocaux très convaincants, il trouve que les acteurs (vocaux) n'ont pas été mis totalement dans leurs rôles,.